# Кидзаки, Рёко
Рёко Кидзаки (яп. 木崎良子 Кидзаки Рё:ко) — японская легкоатлетка, бегунья на длинные дистанции. На Олимпийских играх 2012 года заняла 16-е место в марафоне, показав результат 2:27.16. В 2013 году, на чемпионате мира в Москве финишировала на 4-м месте — 2:31.28.
В 2011 году выиграла Иокогамский международный женский марафон — 2:26.32. В 2013 году выиграла марафон в Нагое с результатом 2:23.34.
В 2014 году приняла участие в Нагойском марафоне, на котором заняла 3-е место — 2:25.26.

## Биография
Родившись в Киото, Кидзаки посещал городскую среднюю школу Миядзу, прежде чем перейти к дальнейшему обучению в Университете Букке. Находясь там, она выступала за Японию на Летней Универсиаде: она была серебряным призером полумарафона в 2005 году и выиграла второе серебро в 2007 году, где установила личный рекорд 32 минуты 55,11 секунд в забеге на 10,000 метров. Она заняла девятнадцатое место на чемпионате мира по шоссейному бегу 2006 года, помогая японской команде завоевать бронзовую медаль в командном зачете.